# Erich Domaschk
Erich Domaschk (* 19. Mai 1908 in Luckau; † 14. Februar 1974 in Bochum) war ein deutscher Offizier der Wehrmacht im Zweiten Weltkrieg, Widerstandskämpfer gegen den Nationalsozialismus im Nationalkomitee Freies Deutschland (NKFD) und Mitbegründer des Bundes Deutscher Offiziere (BDO).

## Leben
Domaschk wurde 1908 in Luckau in der Niederlausitz als Sohn eines Postassistenten geboren. Er trat mit 18 Jahren in die Reichswehr ein, unterbrach seine Dienstzeit nach zwei Jahren, um ein Studium der Naturwissenschaften an der Albertus-Universität im ostpreußischen Königsberg zu beginnen. Dort wurde Domaschk im Sommersemester 1928 Mitglied der Burschenschaft Germania.

### Offizier der Wehrmacht
1937 wurde Domaschk in die Wehrmacht übernommen und zum Oberleutnant befördert. Er war 1939 mit der 3. (Kradschützen) Kompanie/Aufklärungsabteilung 1 am Polenfeldzug beteiligt, wo er mit dem Eisernen Kreuz II. Klasse ausgezeichnet wurde, sowie 1940 am Frankreichfeldzug. Am 1. Dezember wurde er zum Hauptmann befördert und wurde Bataillonskommandeur im Panzergrenadierregiment 103. Als solcher wurde er im Feldzug gegen die Sowjetunion 1941 mit dem Eisernen Kreuz I. Klasse ausgezeichnet.

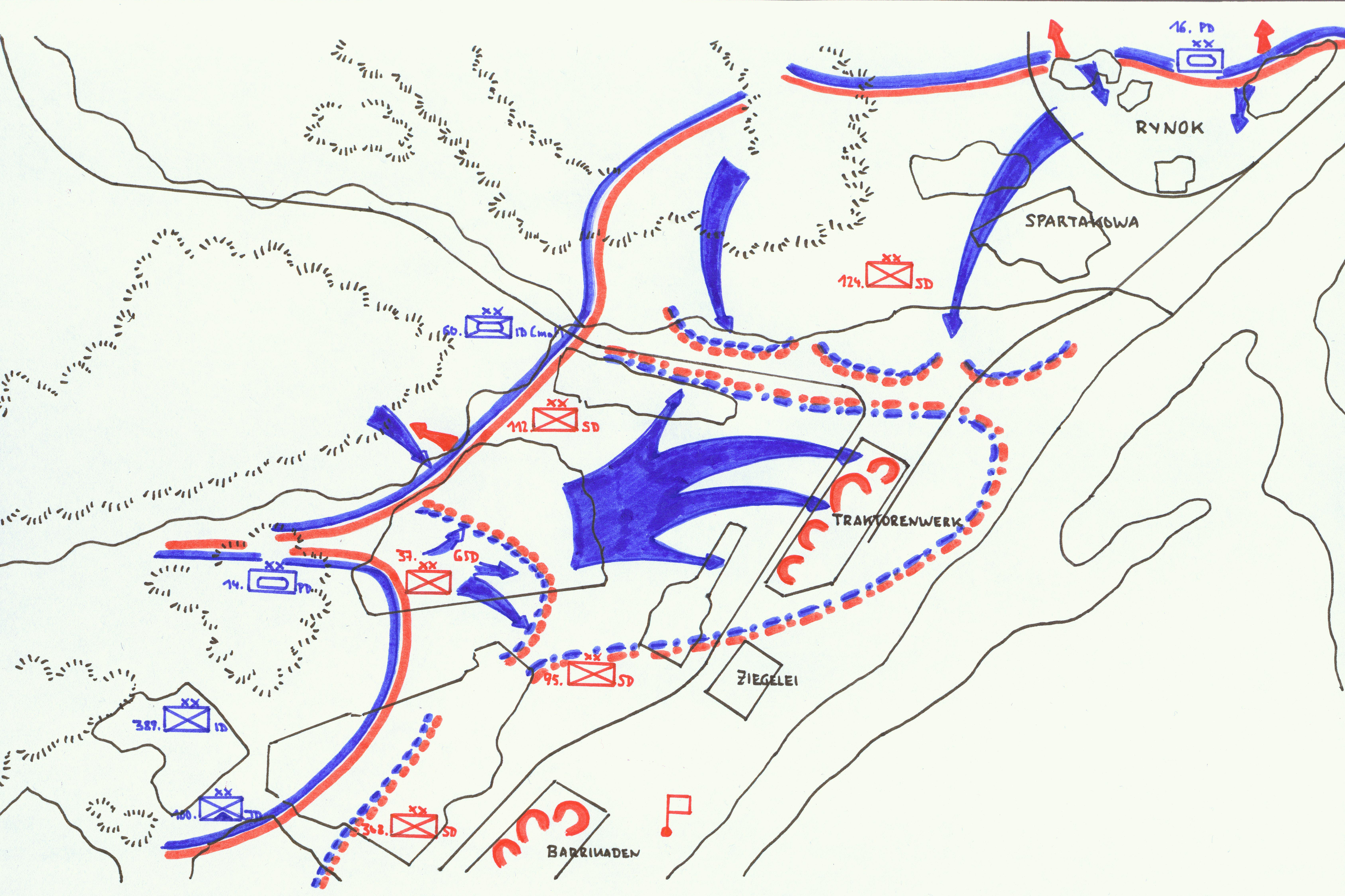
Schlacht um das Traktorenwerk im Oktober 1942

In der Schlacht von Stalingrad war Domaschk Kommandeur des III. Bataillons des Panzergrenadier-Regiments 103. Er war mit seinem Bataillon unter anderem an der Eroberung des Traktorenwerks im Oktober 1942 beteiligt, wobei er mit seinen Soldaten bis an die Wolga gelangte, was in Berichten des OKW bereits als durchschlagender Erfolg in der Schlacht um Stalingrad gewertet wurde. Auch an den anschließenden Kämpfen um die Brotfabrik war er beteiligt; in einer dramatischen Operation erreichte sein Bataillon nach Überwindung der ersten sowjetischen Verteidigungslinie fast erneut das Wolgaufer. Am 3. November 1942 wurde Domaschk mit dem Ritterkreuz des Eisernen Kreuzes ausgezeichnet.
Ab dem 22. November waren die deutschen Truppen in Stalingrad völlig von sowjetischen Truppen eingekesselt. Im Januar 1943 wurde Domaschk Kommandant der Einsatzgruppe des II. Panzergrenadier-Regiments 103 und war mit der Organisation des Widerstandes auf dem Flugplatz Pitomnik beauftragt.

### Kriegsgefangenschaft und NKFD
1943 geriet er bei Stalingrad in sowjetische Kriegsgefangenschaft, wurde zunächst im Kriegsgefangenenlager 97 in Jelabuga interniert und dann nach Krasnogorsk verlegt. Dort bekannte er sich zum Manifest des NKFD. Im September 1943 war er Mitbegründer des Bundes Deutscher Offiziere, nachdem er bereits sehr aktiv in dessen 14 Mitglieder zählenden Initiativgruppe gewesen war, und Mitunterzeichner des „Aufrufs an die deutschen Generale und Offiziere! An Volk und Wehrmacht!“ vom 12. September 1943.
Mit Verfügung des OKH vom 23. Dezember 1944 wurde Domaschk zusammen mit 19 weiteren in sowjetischer Kriegsgefangenschaft befindlichen Offizieren zur Durchführung eines Verfahrens vor dem Volksgerichtshof „vorläufig“ aus dem aktiven Wehrdienst entlassen.
Nach seiner Rückkehr aus der Kriegsgefangenschaft nach Deutschland 1951 war Erich Domaschk als Abteilungsleiter in einer Bochumer Fahrzeugfabrik tätig. 1974 starb er in Bochum.